# Rooms-Katholieke Begraafplaats Oosteinde (Moordrecht)
De Rooms-Katholieke Begraafplaats Oosteinde is een begraafplaats in de Nederlandse plaats Moordrecht die achter de katholieke kerk ligt aan het Oosteinde. De begraafplaats ligt op een verhoging en heeft een centraal pad dat eindigt bij een bakstenen zuil met daaraan een kruis en de beeltenis van het gezicht van Christus.

## Afbeeldingen

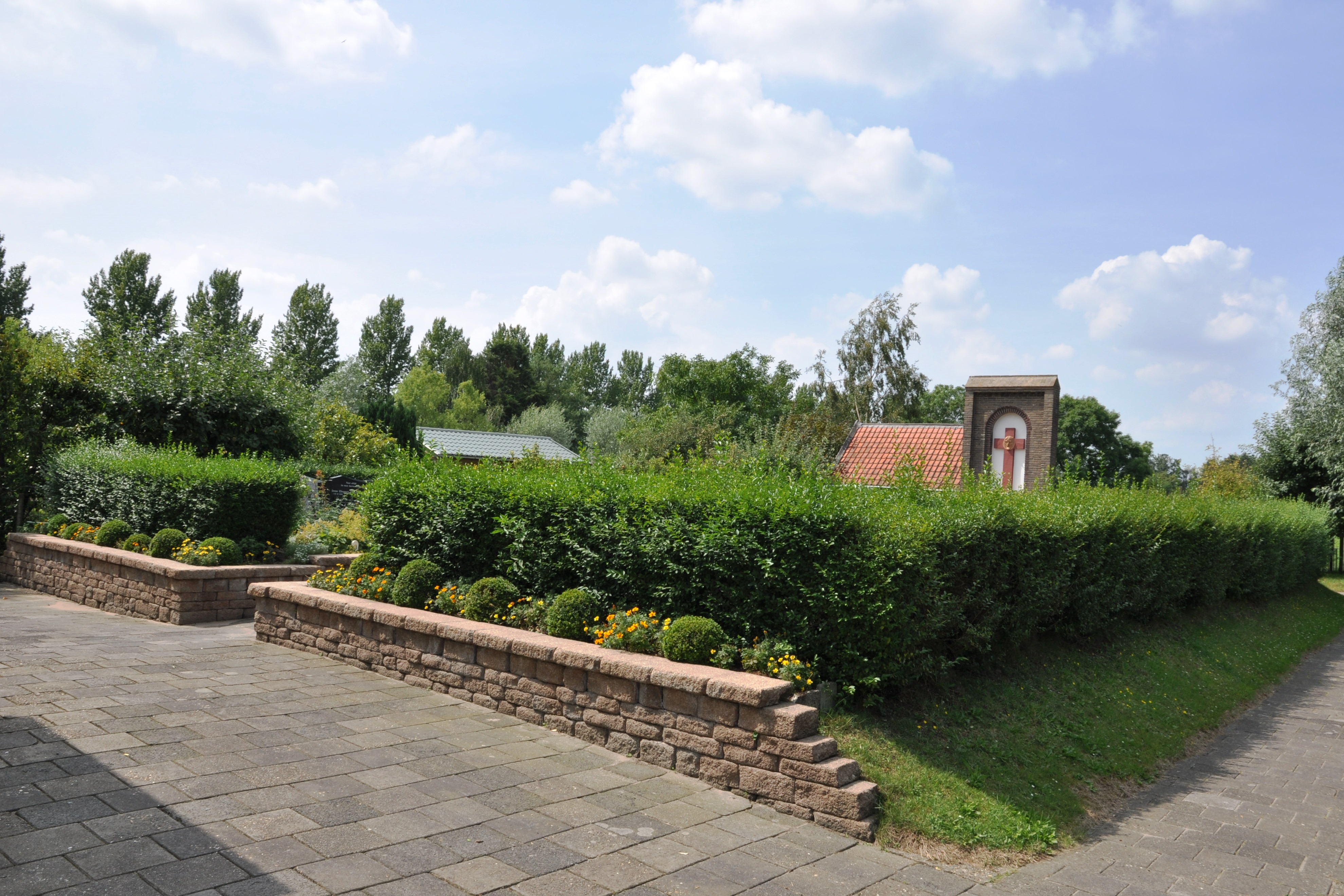
De begraafplaats ligt op een verhoging
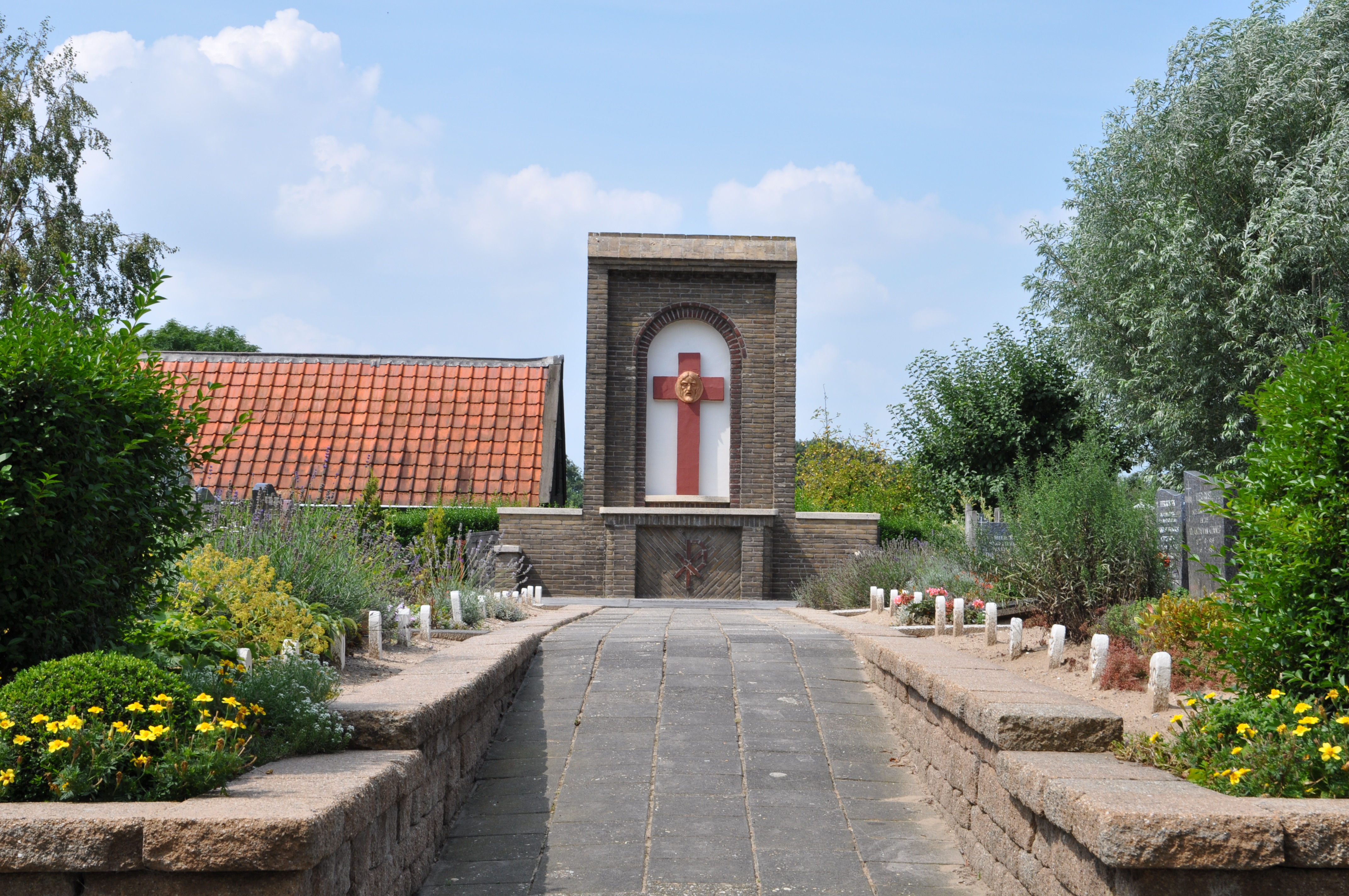
Zuil met kruis
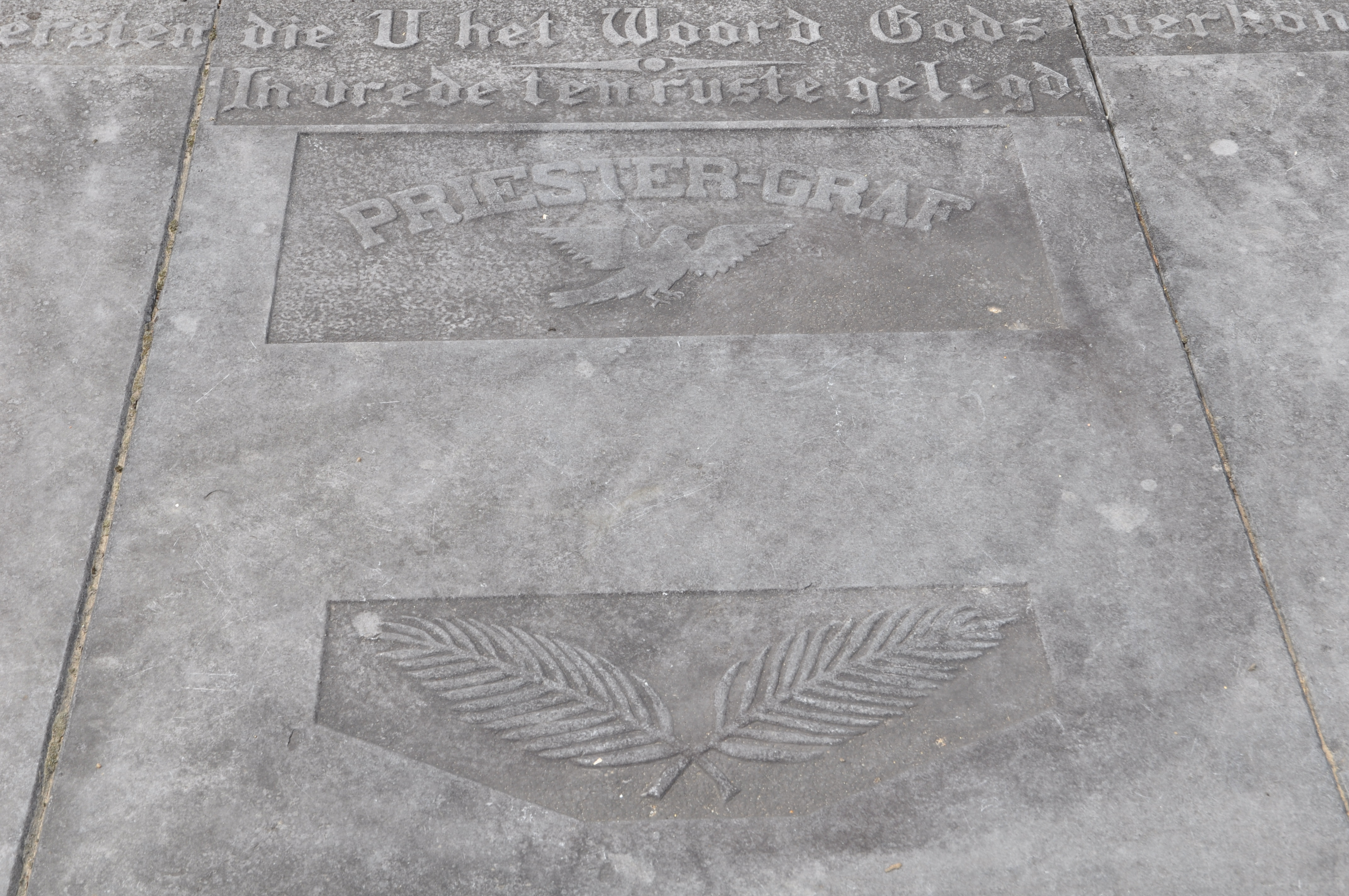
Priestergraf